# Gates McFadden
Cheryl Gates McFadden, creditada como Gates McFadden, (Akron, Ohio, 2 de março de 1949) é atriz e coreógrafa norte-americana cujo papel de maior destaque foi o da Dra. Beverly Crusher na telessérie Star Trek: The Next Generation e nos longa-metragens para o cinema relacionados à série.

## Biografia
Gates nasceu em Akron, Ohio. Estudou na Universidade Brandeis, graduando-se com um bacharelado em Artes, com ênfase em teatro. Depois de se formar, mudou-se para Paris e estudou teatro com o ator Jacques Lecoq. Gates tem ascendência lituana pelo lado materno.

## Carreira

### Primeiros trabalhos
Antes de Star Trek: The Next Generation, Gates trabalhou com frequência em produções de Jim Henson como coreógrafa, incluindo os filmes The Dark Crystal, Labyrinth, onde foi a diretora de coreografia e movimento dos bonecos, The Muppets Take Manhattan e não foi creditada em Dreamchild. Em geral, quando trabalha como coreógrafa, ela é creditada como "Cheryl McFadden". Quanto atua, é creditada como "Gates McFadden".
Como atriz, também fez um papel pequeno em A Caçada ao Outubro Vermelho, como a esposa de Jack Ryan, mas a maioria de suas cenas foram cortadas na pós-produção.

### Star Trek: The Next Generation

#### Primeira Temporada
Em 1987, Gates foi escalada para a nova série de Star Trek como a médica-chefe da Enterprise, doutora Beverly Crusher, que deveria ser o interesse romântico do capitão Jean-Luc Picard. Outro aspecto importante da personagem é que ela seria uma viúva que teria que administrar carreira e maternidade.
Maurice Hurley, produtor e roteirista, não gostou de trabalhar com Gates e ela foi mandada embora no final da primeira temporada. Diana Muldaur juntou-se à produção como a médica-chefe da nave Katherine Pulaski, na segunda temporada.

#### Temporadas três a sete
Gene Roddenberry admitiu que a personagem da Dra. Pulaski não foi bem desenvolvida e não criou a química necessária com os outros personagens, então Gates retornou como Dra. Crusher na terceira temporada. Inicialmente, ela estava hesitante, mas foi o ator Patrick Stewart quem ligou para ela e a convenceu a voltar para a série.

### Depois de Star Trek
Gates co-estrelou uma comédia nos anos 90, Taking Care of Business estrelando James Belushi e um velho conhecido dos tempos de Star Trek, John de Lancie, o (Q). Em 1992, estrelou a peça Every Good Boy Deserves Favour, ao lado dos velhos colegas Patrick Stewart, Jonathan Frakes, Brent Spiner, e Colm Meaney e fez vários papéis pequenos em séries e filmes.
Gates lecionou em diversas universidades, como a American Academy of Dramatic Arts, Brandeis, Harvard, Purdue, Temple, Stella Academy, em Hamburgo, e na Universidade de Pittsburgh. Em agosto de 2010, entrou como membro adjunto da Escola de Teatro da University of Southern California.
Foi diretora artística do Ensemble Studio Theatre de Los Angeles, a partir de janeiro de 2009, largando o cargo em outubro de 2014.
Gates emprestou sua voz para vários audio books.

## Vida pessoal
Gates tem um filho, James, nascido em 1991. Sua gravidez não foi roteirizada na quarta temporada de Star Trek. Ao invés disso, a personagem usou um jaleco de laboratório sobre o uniforme. O ator Brent Spiner, o Data, é o padrinho de seu filho.

## Filmografia

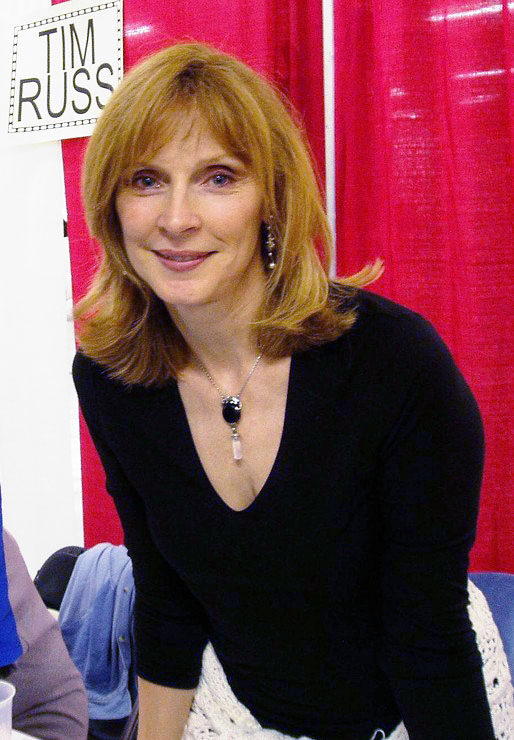
Gates McFadden

### Film
- The Dark Crystal (1982)
- The Muppets Take Manhattan (1984)
- Rustlers' Rhapsody (1985) [10]
- Dreamchild (1985)
- When Nature Calls (1985)
- Labyrinth (1986) – (choreographer)
- The Hunt for Red October (1990)
- Taking Care of Business (1990)
- Beyond the Groove (1990) film TV.[11]
- Star Trek: Generations (1994)
- Star Trek: First Contact (1996)
- Crowned and Dangerous (1997)
- Star Trek: Insurrection (1998)
- Star Trek: Nemesis (2002)
- Dirty (2005)
- Make the Yuletide Gay (2009)

### Televisão
- The Wizard (1986) episode "El Dorado"
- The Cosby Show (1987) episode "Cliff's 50th Birthday"
- Star Trek: The Next Generation (1987–1988; 1989–1994)
- L.A. Law (1992) episode "Steal It Again, Sam"
- Dream On (1993) episode "The Book, the Thief, Her Boss and His Lover"
- Party of Five (1994) episode "Something Out of Nothing"
- Mystery Dance (1994) pilot
- Marker (1995)
- Mad About You (1995–1996) four episodes
- The Practice (2000) episode "Checkmates"
- The Division (2001) episode "Hero"
- The Handler (2004) episode "Wedding Party"
- Family Guy (2009) episode "Not All Dogs Go to Heaven" (voice only)
- Franklin & Bash (2011–2013) four episodes